# Alphonse Grün
Alphonse Grün (1801 – 1866) è stato un avvocato francese.

Traité des assurances terrestres, 1828 (Fondazione Mansutti, Milano).

Jean Jacques Charles Alphonse Grün fu avvocato alla corte di Parigi, occupandosi soprattutto di assicurazione, sia sotto gli aspetti teorici, sia legislativi. La sua opera principale, scritta insieme all'avvocato parigino Charles Louis Joseph Henri Joliat, è ilTraité des assurances terrestres et de l'assurance sur la vie des hommes, divisa in otto parti e con un'appendice rilevante, contenente gli statuti delle più importanti compagnie di assicurazione dell'epoca. All'interno sono presenti anche alcuni modelli di polizza di assicurazione sulla vita inglesi e francesi. La prima edizione francese è del 1828, di cui un esemplare è conservato presso la Fondazione Mansutti di Milano, mentre la traduzione italiana è dell'anno successivo, ristampata poi nel 1840.